# Батлер (Алабама)
Батлер (англ. Butler) — місто (англ. town) в США, в окрузі Чокто штату Алабама. Населення — 1871 особа (2020).

## Географія
Батлер розташований за координатами 32°5′42″ пн. ш. 88°12′50″ зх. д. / 32.09500° пн. ш. 88.21389° зх. д. (32.095113, -88.213970).  За даними Бюро перепису населення США в 2010 році місто мало площу 14,42 км², уся площа — суходіл.

## Демографія
Згідно з переписом 2010 року, у місті мешкали 1894 особи в 826 домогосподарствах у складі 488 родин. Густота населення становила 131 особа/км².  Було 958 помешкань (66/км²).
Расовий склад населення:
| - 71,4 % — білих - 26,7 % — чорних або афроамериканців - 0,2 % — корінних американців - 0,2 % — азіатів |

До двох чи більше рас належало 0,7 %. Частка іспаномовних становила 0,7 % від усіх жителів.
За віковим діапазоном населення розподілялося таким чином: 22,0 % — особи молодші 18 років, 53,9 % — особи у віці 18—64 років, 24,1 % — особи у віці 65 років та старші. Медіана віку мешканця становила 42,5 року. На 100 осіб жіночої статі у місті припадало 86,4 чоловіків;  на 100 жінок у віці від 18 років та старших — 80,7 чоловіків також старших 18 років.
Середній дохід на одне домашнє господарство  становив 41 030 доларів США (медіана — 28 950), а середній дохід на одну сім'ю — 55 842 долари (медіана — 51 563). Медіана доходів становила 40 882 долари для чоловіків та 30 167 доларів для жінок. За межею бідності перебувало 25,3 % осіб, у тому числі 31,8 % дітей у віці до 18 років та 16,9 % осіб у віці 65 років та старших.
Цивільне працевлаштоване населення становило 774 особи. Основні галузі зайнятості: освіта, охорона здоров'я та соціальна допомога — 29,5 %, науковці, спеціалісти, менеджери — 16,9 %, роздрібна торгівля — 14,3 %.